# Шакпак (Жуалинський район)
Шакпа́к (каз. Шақпақ) — станційне селище у складі Жуалинського району Жамбильської області Казахстану. Входить до складу Шакпацького сільського округу.
У радянські часи селище називалось Чокпак.
Населення — 88 осіб (2021; 92 у 2009, 96 у 1999, 140 у 1989).